# 阿佩河
51°11′47″N 8°13′24″E / 51.19639°N 8.22333°E

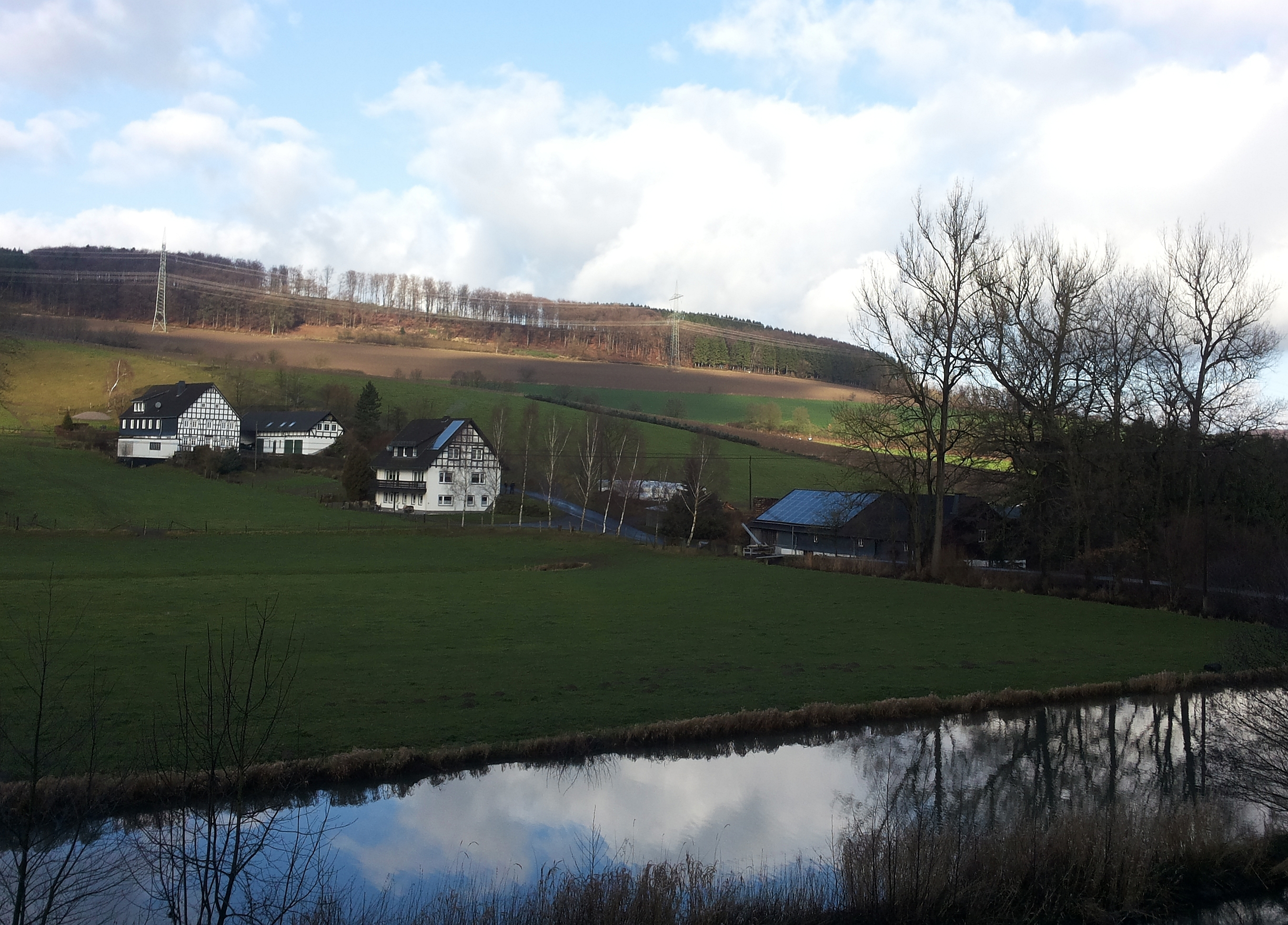

阿佩河（德語：Arpe），是德國的河流，位於該國西部，處於北萊茵-威斯特法倫州，該河流屬於文訥河的左支流，河道全長7.3公里，流域面積17.4平方公里。